# Lutowanie w atmosferze azotu
Lutowanie w atmosferze azotu polega na nadmuchu tego gazu w miejsce, gdzie topi się lutowie. Metodę tę stosuje się aby poprawić parametry złącza. Ten sposób lutowania stosowany jest zarówno przy masowych procesach produkcyjnych jak i przy lutowaniu ręcznym.